# Завидная
Завидная — упразднённая деревня в Аларском районе Усть-Ордынского Бурятского округа Иркутской области. Входила в муниципальное образование «Зоны». Упразднена в 2015 г.

## География
Деревня располагалась в 5 км к юго-западу от центра сельского поселения села Зоны. Ближайший населенный пункт деревня Вершина, располагался в 2 км к северо-западу от деревни. 

## Происхождение названия
Дарья Шеманчук считает, что данное название деревня получила за живописное место, в котором она была расположена.

## Население
Сведения о деревни в результатах переписей населения 2002 и 2010 г. отсутствуют.